# Вулиця Міртова
Вулиця Міртова — вулиця у Шевченківському районі міста Львів, місцевість Замарстинів. Пролягає від вулиці Шполянської до вулиці Авраама Лінкольна. Прилучається вулиця Грабова.

## Історія та забудова
Вулиця виникла у складі села Замарстинів на початку XX століття, не пізніше 1926 року отримала офіційну назву Ламана. Сучасна назва — з 1934 року.
Забудова вулиці складається з кількох одноповерхових садиб. Під № 7 з 2015 року зводиться сучасний багатоповерховий житловий комплекс «Карпатський оберіг».